# 寒川パワーステーション
寒川パワーステーション（さむかわパワーステーション）は、神奈川県高座郡寒川町にある火力発電所。

## 概要
1996年、トーメン（当時）の関連会社である株式会社トーメンパワー寒川によって建設され、1999年から運転を開始した。発電所の運転業務は東京発電に委託しており、ガスタービンと蒸気タービンを組み合わせたガスタービンコンバインドサイクルによる火力発電を行い、発生電力を東京電力に供給している。

## 発電設備
1号機
発電方式：コンバインドサイクル発電方式
定格出力：6.7万kW
使用燃料：灯油
営業運転開始：1999年